# Balkrishna Doshi
Balkrishna Vithaldas Doshi (Pune, 26 de agosto de 1927-Ahmedabad, Gujarat, 24 de enero de 2023) fue un arquitecto indio. Considerado una figura importante de la arquitectura india, destacó por su contribución a la evolución del discurso arquitectónico en la India. Tras trabajar con Le Corbusier y Louis Kahn, fue un pionero de la arquitectura modernista y brutalista en la India.

## Primeros años
Doshi nació en Pune. A los 11 años se lesionó en un accidente de incendio y desde entonces caminaba con una ligera cojera. Estudió en la Sir J. J. School of Art de Mumbai entre 1947 y 1950.

## Carrera

### Primeros proyectos[4]
En 1950 viajó a Europa. Trabajó estrechamente con Le Corbusier en los proyectos de éste en París entre 1951 y 1954. En 1954, regresó a la India para supervisar los edificios de Corbusier en Ahmedabad, que incluían la Villa Sarabhai, la Villa Shodhan, el edificio de la Asociación de Propietarios de Molinos y el Sanskar Kendra. Corbusier se describe como una gran influencia en la obra posterior de Doshi.
Su estudio, Vastu-Shilpa (diseño medioambiental), se creó en 1955. Doshi trabajó estrechamente con Louis Kahn y Anant Raje, cuando Kahn diseñó el campus del Indian Institute of Management, en Ahmedabad. En 1958 fue becario de la Graham Foundation for Advanced Studies in the Fine Arts. A continuación, creó la Escuela de Arquitectura (S.A) en 1962.

### Enseñanza
Además de su fama internacional como arquitecto, Doshi es igualmente conocido como educador y constructor de instituciones. Fue el primer director fundador de la Escuela de Arquitectura de Ahmedabad (1962-72), el primer director fundador de la Escuela de Planificación (1972-79), el primer decano fundador del Centro de Planificación y Tecnología Medioambiental (1972-81), el miembro fundador del Centro de Artes Visuales de Ahmedabad y el primer director fundador del Centro de Artes Kanoria de Ahmedabad.
Doshi ha desempeñado un papel decisivo en la creación del instituto de investigación Vastu-Shilpa Foundation for Studies and Research in Environmental Design, conocido a nivel nacional e internacional. El instituto ha realizado un trabajo pionero en materia de viviendas de bajo coste y planificación urbana. Su labor se considera notable por su trabajo pionero en materia de vivienda de protección oficial. También destaca por los diseños que incorporan conceptos de sostenibilidad de forma innovadora.

### Reconocimientos
Doshi es miembro del Royal Institute of British Architects y ha formado parte del comité de selección del Premio Pritzker, del Centro Nacional Indira Gandhi para las Artes y del Premio Aga Khan de Arquitectura. También es miembro del Instituto Indio de Arquitectos.
El trabajo de Doshi sobre la reunificación de los patrimonios indio e inglés a través de su estudio fue galardonado con el Premio Global de Arquitectura Sostenible en 2007, la primera edición del premio. El premio reconocía el importante paso dado por Doshi en la dirección de un modelo de desarrollo alternativo.
En marzo de 2018, Doshi fue galardonado con el Premio Pritzker de Arquitectura, el equivalente al Nobel en este campo, convirtiéndose así en el primer indio en recibir este honor. El jurado del Pritzker anunció que Doshi "siempre ha creado una arquitectura seria, nunca llamativa ni seguidora de tendencias", y destacó su "profundo sentido de la responsabilidad y el deseo de contribuir a su país y a su gente mediante una arquitectura auténtica y de alta calidad".

### Influencias
Doshi dice que se ha inspirado en monumentos históricos de la India, así como en la obra de arquitectos europeos y estadounidenses.

## Cultura popular
En 2008, el director de Hundredhands, Premjit Ramachandran, publicó un documental en el que se entrevistaba a Doshi. Apareció como él mismo en O Kadhal Kanmani, de Mani Ratnam, y en Ok Jaanu, de Shaad Ali.

## Premios y reconocimientos
- Premio Padma Shri, Gobierno de la India, 1976.
- Doctor honoris causa de la Universidad McGill, Canadá, 2005.
- Premio Global de Arquitectura Sustentable (Global Award for Sustainable Architecture), 2007 (primera edición).[10]
- Oficial de la Orden de las Artes y las Letras de Francia, 2011.
- Premio Pritzker, 2018.[11]
- Medalla de Oro del RIBA »Royal Institute of British Architects« (RIBA) por su obra, 2022.

## Obras
- Sangath, estudio propio, Ahmedabad (1979-80)
- Centro para el Medio Ambiente y la Tecnología de Planificación (CEPT), Ahmedabad (1972)[12]
- Instituto Indio de Gestión de Bangalore (1962-74)
- Instituto Nacional de Tecnología de la Moda, Delhi (1989)
- Amdavad ni Gufa, Ahmedabad (1990)
- Municipio de IFFCO, Kalol
- Sawai Gandharva, Pune
- Premabhai Hall, Ahmedabad
- Tagore Hall, Ahmedabad
- Vidyadhar Nagar, Jaipur